# Gustaf Otterborg
Carl Gustaf Otterborg (i riksdagen kallad Otterborg i Skogsryd senare Otterborg i Borås), född 16 juni 1816 i Norra Härene socken, Skaraborgs län, död 20 mars 1899 i Borås, var en svensk godsägare och riksdagspolitiker.
Otterborg var godsägare i Skogsryd i Älvsborgs län. Som riksdagsman var han ledamot av andra kammaren 1879–1884, invald i Vedens och Bollebygds härads valkrets.